# Mùa lá rụng
Mùa lá rụng là một bộ phim truyền hình được thực hiện bởi Trung tâm Phim truyền hình Việt Nam, Đài Truyền hình Việt Nam do NSƯT Quốc Trọng làm đạo diễn. Phim được phóng tác từ tiểu thuyết "Mùa lá rụng trong vườn" và "Đám cưới không giấy giá thú" của Ma Văn Kháng. Phim phát sóng lần đầu trong Văn nghệ chủ nhật vào ngày 11 tháng 3 năm 2001 trên kênh VTV3.

## Nội dung
Mùa lá rụng kể câu chuyện về Ông Bằng (NSND Chu Văn Thức) và các con của mình tại một nếp nhà cổ ở Hà Nội. Trong khi người cha luôn mong muốn giữ nếp sống gia đình truyền thống của người thủ đô nhưng những điều mới mẻ trong quan niệm về tiền bạc của những người con cứ đẩy ông ra rìa. Dù con trai, gái, dâu, rể nhà ông Bằng mỗi người một cách sống, nhưng cuối cùng điều họ luôn hướng tới và mong muốn là tình cảm không thể tách rời giữa các thành viên trong gia đình.

## Diễn viên
- NSND Chu Văn Thức trong vai Ông Bằng[5]
- Dũng Nhi trong vai Luận[6]
- NSƯT Thanh Quý trong vai Lý[7]
- NSƯT Bạch Diện trong vai Đông
- NSƯT Phú Kiên trong vai Cần
- Thanh Lan trong vai Phượng
- NSƯT Đỗ Kỷ trong vai Tự
- Ngân Hà trong vai Hạnh
- NSƯT Diệu Thuần trong vai Hoài
- NSƯT Đức Trung trong vai Tổng biên tập
- Thái An trong vai Đoan
- Trọng Nghĩa trong vai Dư
- NSƯT Khôi Nguyên trong vai Cải
- NSƯT Nam Cường trong vai Cẩm
- NSƯT Diễm Lộc trong vai Bà Chí
- Bích Liên trong vai Xuyến
- Ngọc Liên trong vai Bé Lan
- Mỹ Huyền trong vai Bé Cam
- NSƯT Mạnh Tuấn trong vai Thầy bói
- NSƯT Thúy Ngân trong vai Mẹ Phượng
- Trà Mi trong vai Bé Hoạt
- Văn Chinh trong vai Quỳnh
- Mai Ngọc Căn trong vai Ông Thống
- Hồng Hà trong vai Dương
- Nguyễn Thị Tĩnh trong vai Thành
- Ngọc Quỳnh trong vai Đức

Cùng một số diễn viên khác...

## Ca khúc trong phim
Bài hát trong phim là ca khúc "Mùa lá rụng" do Trọng Đài sáng tác và NSƯT Mai Hoa thể hiện.